# Henri Stempffer
Henri Stempffer, född den 23 januari 1894 i Paris, död den 1 november 1978 i Paris, var en fransk entomolog specialiserad på fjärilar.
1922 blev han medlem i Société entomologique de France och valdes 1943 till dess ordförande. Han blev medlem i Royal Entomological Society 1954.
Under andra världskriget var Stempffer verksam i motståndsrörelsen och tilldelades 1944 Franska befrielseorden.
Auktorsnamnet Stempffer kan användas för Henri Stempffer i samband med ett vetenskapligt namn inom zoologin; se Wikipedia-artiklar som länkar till auktorsnamnet.